# ギャレット・ホンゴウ
ギャレット・ホンゴウ (Garrett Kaoru Hongo、1951年 - ) は、アメリカ合衆国ハワイ州生まれの日系アメリカ人四世の学者、詩人。日米間の歴史や自身の経験を著しピューリッツァー賞にノミネートされた。

## 教育的背景
ポモナ大学、ミシガン大学に進学し、カリフォルニア大学アーバイン校で英文学の美術学修士を取得。
John Simon Guggenheim Memorial Foundation 、National Endowment for the Arts 、ロックフェラー財団からフェローシップを受ける。

## 経歴
オレゴン大学で文芸の教授となった。1989年から1993年、大学のProgram in Creative Writing のdirectorであった。
詩の書籍『Yellow Light 』 (1982年)、『The River of Heaven 』 (1988年)の2冊を発表し、Academy of American Poets のレイモント詩人賞を受賞し、ピューリッツァー賞 詩部門の最終選考に残った。『Volcano: A Memoir of Hawai'i 』 (1995年)は2006年のオレゴン書籍賞の文芸ノンフィクション部門を受賞した。ワカコ・ヤマウチの『Songs My Mother Taught Me: Stories, Plays and Memoir 』 (1994年)、および『The Open Boat: Poems from Asian America 』 (1993年)の編集を行なった。

## 主な作品
- The Buddha Bandits down Highway 99 (1978年)
- Yellow Light (1980年)
- The Open boat: Poems from Asian America (1993年)
- Volcano: a Memoir of Hawaiʻi (1995年)
- The River of Heaven (1998年)
- Coral Road: Poems (2011年)

## 参照
- Calabrese, Joseph, and Susan Tchudi. (2006年). Diversity: Strength and Struggle.  New York: Pearson Longman. ISBN 0321317319/ISBN 9780321317315; OCLC 60972078
- Serafin, Steven and Alfred Bendixen. (2006年). "Hongo, Garrett (Kaoru)," in The Continuum Encyclopedia of American Literature. New York: Continuum. ISBN 0826417779/ISBN 9780826417770; OCLC 61478088